# Eplumula phalangium
Eplumula phalangium is een krabbensoort uit de familie van de Latreilliidae. De wetenschappelijke naam van de soort is voor het eerst geldig gepubliceerd in 1839 door De Haan.